# Guadalcanal
Guadalcanal là một hòn đảo nằm trên Thái Bình Dương và cũng là tỉnh của đảo quốc Solomon.
Năm 1568, Álvaro de Mendaña chỉ huy một cuộc thám hiểm xuất phát từ Peru và khám phá ra đảo này. "Guadalcanal" là tên do thuộc cấp của Mendaña đặt dựa theo tên thành phố quê nhà của ông ta ở xứ Andalusia. Tuy nhiên, ông không viết tên gọi này một cách thích hợp mà sử dụng nhiều cách viết, gồm "Guadarcana", "Guarcana" và "Guadalcana". Về sau tên gọi hòn đảo là Guadalcanar. Guadalcanal là một trong những nhóm đảo tạo thành Khu vực bảo hộ quần đảo Solomon thuộc Anh Quốc vào thập niên 1890. Năm 1932, người Anh thay đổi cách viết tên thành Guadalcanal. "Guadalcanal" là tên Tây Ban Nha-Ả Rập của một thị trấn ở Sevilla, Tây Ban Nha. Tên xuất phát từ tiếng Ả Rập Wadi al-Khānāt, nghĩa là "thung lũng của các quầy hàng", bắt nguồn từ các gian hàng uống mà đã được thiết lập ở đó từ thời Hồi giáo còn cai trị Andalusia.